# Tom-tom
El tom-tom és un instrument musical de percussió membranòfon, consistent en un tambor cilíndric més ample que la caixa, que forma part de la bateria. Col·loquialment també s'anomenen timbales, tot i que aquesta denominació pot provocar confusions amb les timbales de l'orquestra clàssica. Es fabriquen en diferents diàmetres, normalment 10, 12, 14 i 18 polzades (angleses), i el seu número i distribució pot variar segons les preferències del percussionista. Els petits se solen muntar damunt del bombo, i el més gros sobre uns peus propis. Aquest tom-tom més gran s'anomena també goliat.